# Mythographe
 (mai 2006).
Au sens strict, un mythographe est celui qui compile et étudie les mythes. Le mot vient du grec μυθογραφία - mythographia, « écriture de fables » (de μῦθος - mythos, « parole, mot, fait, histoire, narration » et γράφω - graphō, « écrire, inscrire »). Dans un sens plus large, on peut considérer que le mythographe est un écrivain réalisant le même travail de relecture et d'évolution qu'effectue l'hagiographe vis-à-vis de l'histoire réelle et des biographies, mais sur le plan des légendes et des mythes.

L'Apothéose d'Homère, par Dominique Ingres, 1827

## Exemples de mythographes

### Mythographes grecs
- Homère (actif vers -750)
- Hésiode (actif vers -700)
- Hérodore d'Héraclée (actif vers -550)
- Acousilaos (actif vers -500)
- Hellanicos (actif vers -400)
- Asclépiade de Tragilos (actif vers -320)
- Évhémère (actif vers -300) fut également un mythographe célèbre de son époque (fin du IVe siècle av. J.-C.). Il est notamment connu pour avoir introduit la doctrine de l'évhémérisme, qui considère les mythes comme des représentations déformées et amplifiées d'histoires humaines réelles. Cette rationalisation des croyances religieuses fait de lui un des premiers théoriciens de l'athéisme systématique.
- Apollonios de Rhodes (actif vers -240)
- Pseudo-Apollodore (actif vers -100)
- Parthénios de Nicée (actif vers -50)
- Conon le Mythographe (actif vers + 10)

### Mythographes latins
- Virgile (de -70 à -19)
- Ovide (de -43 à + 18) et ses métamorphoses, réalise une synthèse de la mythologie grecque dans le contexte de la Rome antique, et en prolonge les histoires légendaires d'une manière qui sera très largement reprise en peinture et par les poètes ultérieurs.
- Hygin (-67 - + 17)
- Lactance (vers 250-325)
- Maurus Servius Honoratus (actif vers 380)
- Macrobe (actif vers 400-430)
- Fulgence le Mythographe (actif vers 420-450)
- Remi d'Auxerre (actif vers 900)
- Premier Mythographe du Vatican (vers 900-1000)
- Second Mythographe du Vatican (vers 1050)
- Troisième Mythographe du Vatican (vers 1100)

### Mythographes de la Renaissance
- Boccace (1313-1375), Genealogia deorum gentilium
- Lambert Lombard (1506-1566)
- Natalis Comes (1520-1582)

### Liste partielle
Voir la catégorie, pour une liste de quelques mythographes - à la notoriété inégale.

### Par culture
- Mythologie
- Fakelore

- Mythographie grecque | Mythographie romaine ~ Mythologie gréco-romaine
  - Aède | Rhapsode
- Mythographie scandinave ~ Mythologie scandinave
- Mythographie médiévale ~ Moyen Âge
  - Mythographie bretonne (confère pour l'heure historiographie anglo-saxonne)
- Mythographie évangélique accompagnant les divers mouvements et époques de christianisation.